# Jennifer Tisdale
Jennifer Kelly Tisdale (New Jersey, 18 september 1981) is een Amerikaans actrice en model. Jennifer is de zus van Ashley Tisdale.

## Biografie
Jennifer werd geboren in Neptune, New Jersey op 18 september 1981. Haar ouders zijn Lisa en Mike Tisdale.
De opa van Jennifer, Arnold Morris, was de ontwerper van 'Ginsu Knives'. Ook is Jennifer familie van de zakenman Ron Popeil. Jennifer is alleen joods van haar moeders kant, en beschouwt zichzelf als Joods.
Jennifer heeft in verschillende films en series gespeeld in zowel grote als kleinere rollen.
Een aantal grote rollen zijn in o.a The Hillside Strangler en Dark Ride. Ze had gastrollen in o.a Boston Public en Raising Dad. Ze was ook te zien in de film Bring It On: In It to Win It als de chearleader Chelsea.
Jennifer kan ook dansen en zingen, dat is te zien en horen in Bring It On: In It to Win It, daar speelt ze een cheerleader.
Jennifer heeft ooit het volgende gezegd: mijn zus staat altijd in het middelpunt van de belangstelling. Ze is de ster van onze familie.
Ze is getrouwd met Shane McChesnie op 7 augustus 2009 in New Jersey. Ashley Tisdale was het bruidsmeisje. Tisdale beviel op 13 februari 2010 van een meisje Mikayla Dawn.

## Soundtrack
- Don't You Think I'm Hot (Bring It On: In It To Win It O.S.T) (2007) (Universal Records) - gastzang

## Filmografie
- Boston Public (2000)
- Undressed (2001)
- Mr. Deeds (2002)
- Raising Dad ( 2002)
- Ted Bundy (2002)
- The Hillside Strangler (2004)
- Clubhouse (2004)
- Dark Ride (2006)
- The Suite Life of Zack and Cody (2007)
- There's Something About Ashley (2007)
- Bring It On: In It to Win It (2007)
- I know what boys like (2008)

- Biblioteca Nacional de España: XX4433787
- International Standard Name Identifier: 0000 0001 1825 0110
- Library of Congress Control Number: n2011074256
- Nationale Bibliotheek van Polen: a0000003857989
- Virtual International Authority File: 169282207
- WorldCat: E39PBJyX4kcqTP3TKhTJgqJqwC